# Fórmula 1 Británica
La Fórmula 1 Británica fue un campeonato con automóviles de Fórmula 1 disputado entre 1978 y 1982. Como indica su nombre, se disputaba principalmente en el Reino Unido (también se disputaron carreras en Bélgica, Francia, Italia y Países Bajos). Era conocida como Fórmula Aurora debido al patrocinio por parte de la compañía Aurora durante tres de las cuatro temporadas.
Este campeonato remplazó al Shellsport International Series, que permitía monoplazas de otras categorías, pero cambiaron las normativas para centrarse en la Fórmula 1. A pesar de que los principales monoplazas eran de la Fórmula 1 se permitía también la participación de vehículos de Fórmula 2 como coches de una subcategoría inferior.
Los circuitos donde se corrió fueron Brands Hatch, Snetterton, Thruxton, Donington Park, Silverstone, Mallory Park y Oulton Park. Por su parte los circuitos internacionales fueron Circuito Paul Armagnac en Francia, Zandvoort en Países Bajos, Zolder en Bélgica y Monza en Italia.
La categoría tuvo entre sus pilotos a algunas mujeres. El 7 de abril de 1980 Desiré Wilson se convirtió en la única mujer en ganar una carrera de Fórmula 1 cuando se impuso en Brands Hatch conduciendo un Wolf WR4.
Se disputaron cuatro temporadas entre 1978 y 1982. En 1981 no se disputó el campeonato.

## Campeones
| Año  | Nombre del campeonato             | Campeón           | Monoplaza                                       |
| ---- | --------------------------------- | ----------------- | ----------------------------------------------- |
| 1978 | Fórmula 1 Aurora AFX              | Tony Trimmer      | McLaren-Ford Cosworth                           |
| 1979 | Fórmula 1 Aurora AFX              | Rupert Keegan     | Arrows-Ford Cosworth                            |
| 1980 | Fórmula 1 Aurora AFX              | Emilio de Villota | Williams-Ford Cosworth Fittipaldi-Ford Cosworth |
| 1982 | Campeonato de Fórmula 1 Británica | Jim Crawford      | Ensign-Ford Cosworth                            |